# Aeropuerto Internacional de Irkutsk
El Aeropuerto Internacional de Irkutsk (del ruso: Международный аэропорт Ирку́тск) (IATA: IKT, OACI: UIII) es un aeropuerto de Irkutsk, Rusia, el principal aeropuerto de la ciudad, situado a 8 km del centro de Irkutsk y 60 km del Lago Baikal. El aeropuerto es un importante centro regional y sirve como aeropuerto de alternativa para vuelos transcontinentales y para la ruta polar 2.

## Historia

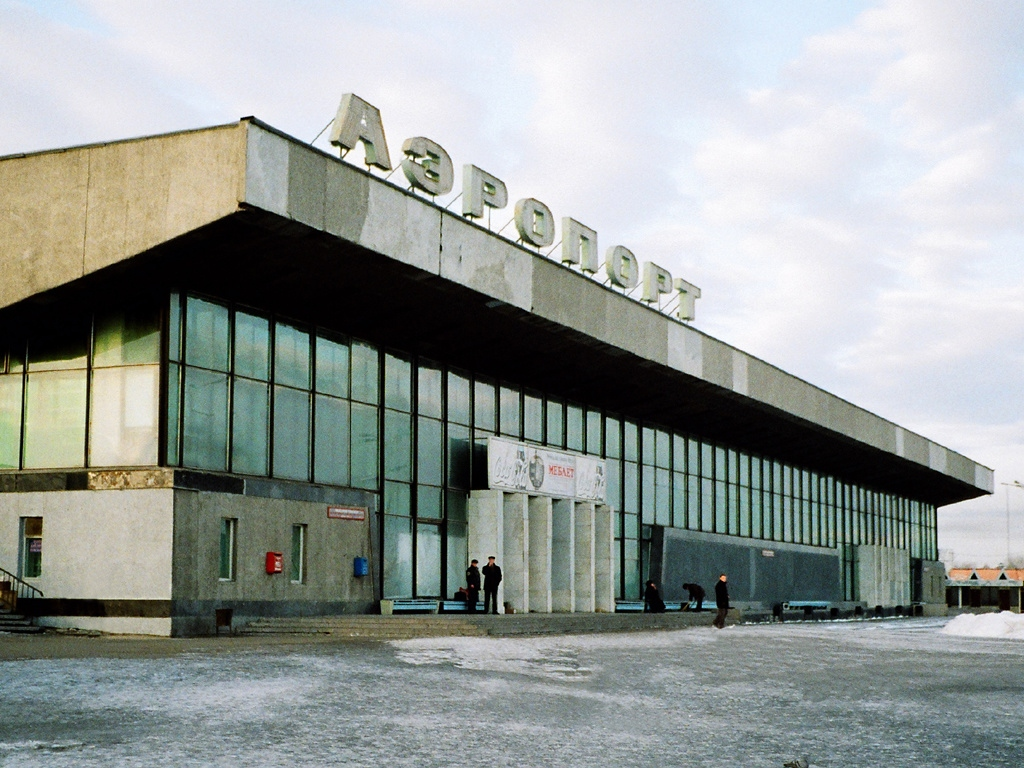
Terminal del aeropuerto en 2001.

El 24 de junio de 1925 es considerada la fecha de inauguración oficial del aeropuerto de Irkutsk, cuando llegaron seis aviones de la ruta Moscú - Irkutsk - Ulán Bator - Pekín. De estos seis aviones, cuatro fueron nacionales y dos eran extranjeros. Este vuelo fue encabezada por el piloto I. P. Shmidt. El evento sirvió como el comienzo de la apertura del tráfico aéreo de Siberia.
El 30 de diciembre de 1954 el Aeropuerto de Irkutsk recibió el estatus de aeropuerto internacional mediante la orden N.º 2412–1153 del Gobierno de la URSS.
Tras la disolución de la Unión Soviética, el grupo aéreo de Irkutsk fue reorganizado según la orden N.º 238 d.d. del 30 de marzo de 1992. Se creó la empresa estatal Irkutsk Airport y la corporación pública Compañía Aérea «Baikal».
El 14 de octubre de 2008 se completó el trabajo para el alargamiento de la pista (400 m hacia el lago Baikal). El 10 de abril de 2009 se produjo la reapertura de la terminal de vuelos nacionales después de los trabajos de reconstrucción. El terminal se llamó Puerta de Cristal.

## Operaciones
El aeropuerto cuenta con una serie de vuelos internacionales directos a Vietnam, Alemania, Grecia, Egipto, España, China, Kirguistán, Mongolia, Tayikistán, Tailandia, Túnez, Turquía, Uzbekistán y Corea del Sur. Dentro del país hay vuelos diarios a Moscú (6-7 vuelos por día en invierno, 8-9 en verano), Vladivostok, Krasnoyarsk, Novosibirsk, Yakutsk, San Petersburgo, Ekaterimburgo, Sochi, vuelos diarios regionales a Ust-Kut, Bratsk, Bodaybo, Kirensk y otras ciudades rusas.

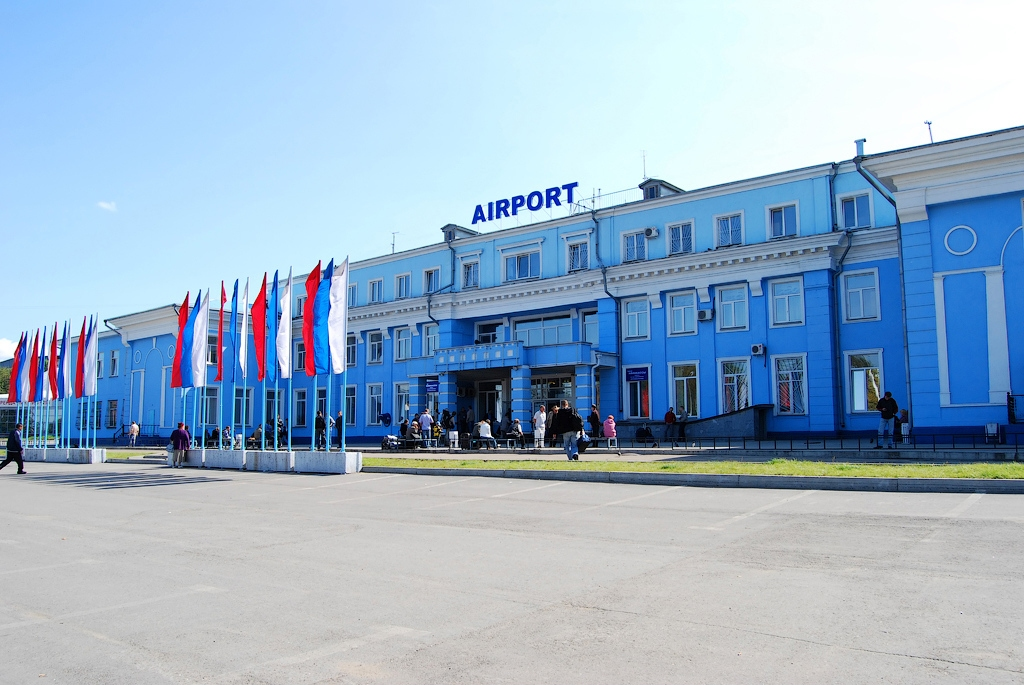
Exterior de la terminal en 2008.

Debido a su proximidad al embalse de Angará, el aeropuerto está sujeto a un microclima particular, con tiempo brumoso. Cuando el aeropuerto está cerrado debido a las malas condiciones meteorológicas sirven como aeropuertos de desvío el Aeropuerto de Bratsk, el Aeropuerto de Ulán-Ude, el Aeropuerto del Noroeste de Irkutsk y la base aérea militar de Belaya.

## Aerolíneas y destinos

### Pasajeros
| Aerolíneas                         | Destinos |
| ---------------------------------- | --- |
| Aero Mongolia                      | Ulán Bator |
| Aeroflot                           | Moscú-Sheremetyevo |
| Aeroflot operado por Orenair       | Moscú-Sheremetyevo |
| Aeroflot operado por Aurora        | Jabárovsk |
| Air Bishkek                        | Biskek, Osh |
| Alrosa Mirny Air Enterprise        | Lensk, Mirny |
| Angara Airlines                    | Bodaybo, Bratsk, Cheliábinsk, Chita, Erbogachen, Jabárovsk, Kirensk, Mama, Mirny, Talakan, Novosibirsk, Ust-Kut, Vladivostok, Yakutsk |
| Avia Traffic Company               | Osh |
| Bural operado por PANH             | Ulan-Ude |
| East Air                           | Khujand |
| Gazpromavia                        | Moscú-Vnukovo |
| Hainan Airlines                    | Beijing-Capital, Manzhouli |
| I-Fly                              | Charter: Antalya, Bangkok-Suvarnabhumi |
| IrAero                             | Abakan, Baykit, Blagoveshchensk, Bodaybo, Jinan, Chita, Dalian, Harbin, Jabárovsk, Krasnodar, Krasnoyarsk-Cheremshanka, Krasnoyarsk-Yemelyanovo, Kyzyl, Lanzhou, Lensk, Magadan, Manzhouli, Moscú-Domodedovo, Novosibirsk, Omsk, Rostov del Don, Shijiazhuang, Ulan-Ude, Yakutsk, Yuzhno-Sakhalinsk |
| Katekavia                          | Baykit |
| Korean Air                         | Temporal: Seoul-Incheon |
| NordStar                           | Krasnoyarsk-Yemelyanovo, Novosibirsk |
| Nordwind Airlines                  | Charter temporal: Denpasar/Bali, Hurghada, Krabi, Nha Trang (Cam Ranh), Phuket, Sanya |
| Nordwind Airlines operado por Ikar | Charter temporal: Antalya, Bangkok-Suvarnabhumi, Barcelona, Burgas, Heraklion, Nha Trang (Cam Ranh), Sharm el-Sheikh, U-Tapao |
| Orenair                            | Moscú-Sheremetyevo |
| PANH                               | Kazachinskoe, Nizhneudinsk, Zheleznogorsk-Ilimsky |
| Polar Airlines                     | Lensk |
| RusLine                            | Novosibirsk |
| S7 Airlines                        | Bangkok-Suvarnabhumi, Beijing-Capital, Magadan, Moscú-Domodedovo, Novosibirsk, Vladivostok, Yakutsk Temporal: Hong Kong, Jabárovsk, Seoul-Incheon |
| Somon Air                          | Dusambé, Khujand |
| Tianjin Airlines                   | Tianjin |
| Ural Airlines                      | Harbin, Moscú-Domodedovo, Vladivostok, Yekaterinburg |
| UTair Aviation                     | Moscú-Vnukovo, Ust-Kut Charter: Antalya, Bangkok-Suvarnabhumi, Cam Ranh, Phuket |
| Yakutia Airlines                   | Dusambé, Lensk, Neryungri, Simferopol, Taskent, Yakutsk Temporal: Biskek |

### Cargo

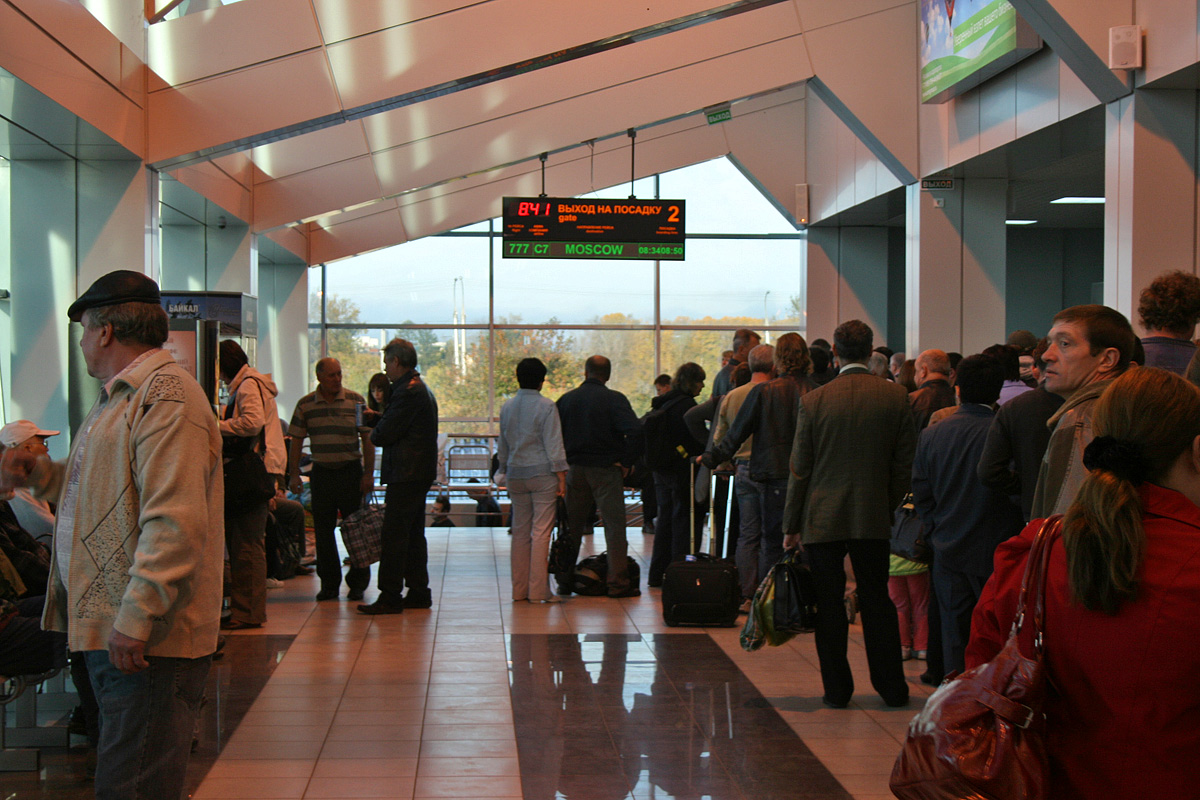
Una puerta de embarque del Aeropuerto Internacional de Irkutsk.

| Aerolíneas            | Destinos  |
| --------------------- | --------- |
| China Postal Airlines | chárteres |
| Volga-Dnepr           | chárteres |

## Localización y transporte
El aeropuerto se encuentra dentro de la ciudad. En el aeropuerto hay dos zonas de aparcamiento de pago: 180 plazas (cerca de la terminal internacional) y 80 plazas (cerca de las líneas aéreas terminal doméstica).
En las terminales de aire equipado con tres paradas para complejo de transporte público urbano. Además, tres veces al día salen los autobuses número 306 a Angarsk (datos de 2010).